# Anse La Raye
Anse La Raye es una villa de Santa Lucía, que forma parte del distrito de Anse La Raye.

## Demografía
Datos demográficos de la localidad de Anse La Raye:
| Gráfica de evolución demográfica de Anse La Raye entre 2001 y 2010 |
|                                                                    |

## Toponimia
El topónimo proviene de la abundancia de rayas en la bahía cercana. La traducción al español es «Bahía de rayas». 

## Geografía
En la bahía desembocan dos ríos, el Grande Rivière de l'Anse la Raye y el Petite Rivière de l'Anse la Raye.

## Patrimonio
La iglesia católica fue construida en 1907, pero los registros indican que existía una capilla desde 1765.